# Каја, убит ћу те!
Каја, убит ћу те! је југословенски филм из 1967. године. Режирао га је Ватрослав Мимица, а сценарио су писали Ватрослав Мимица и Крунослав Квин.
Филм је 1968. године приказан у службеном програму New York Филм Фестивала.

## Радња
Долазак рата и радикалних политичких подела унесе немир у идилични далматински градић. Дојучерашњи пријатељи почињу животно угрожавати једни друге, тако и Пиеро, који је постао црнокошуљаш, долази у сукоб с добродушним власником продавнице Кајом, који је сарадник покрета отпора.

## Улоге
| Глумац             | Улога            |
| ------------------ | ---------------- |
| Заим Музаферија    | Кајо Сицилијани  |
| Угљеша Којадиновић | Пјеро Цото       |
| Антун Налис        | Тонко            |
| Јоланда Ђачић      | Маре Карантанова |
| Изет Хајдархоџић   | Уго Бала         |
| Хусеин Чокић       | Никица           |
| Владимир Бачић     |                  |
| Мирко Боман        |                  |
| Рикард Брзеска     |                  |
| Борис Дворник      |                  |
| Фрањо Фрук         |                  |
| Илија Ивезић       |                  |
| Стјепан Јурчевић   |                  |
| Милош Кандић       |                  |
| Сергио Мимица      |                  |
| Круно Валентић     |                  |
| Аљоша Вучковић     |                  |

## Награде
Авелино 68' - Laceno d' oro за филм и целокупни режисеров опус.